# Speedway Ekstraliga (2013)
Ekstraliga żużlowa 2013 – czternasty, od czasu uruchomienia Ekstraligi i 66. w historii, sezon rozgrywek najwyższego szczebla o drużynowe mistrzostwo Polski na żużlu. Kalendarz rozgrywek opublikowano 7 grudnia 2012 r. Sezon rozpoczął się 14 kwietnia 2013 r. i zakończył się 27 października 2013 r. (w Polsce).
Tytułu mistrza Polski z sezonu 2012 broniła drużyna Unii Tarnów. Do Ekstraligi awansował Start Gniezno, dla którego był to pierwszy sezon w najwyższej klasie rozgrywkowej od 1999 r.
Za transmisję w telewizji odpowiedzialna była platforma nc+. Mecze były dostępne na kanałach Canal+ i NSport.
Sezon pierwotnie miał się rozpocząć 1 kwietnia 2013 roku, jednak z powodu przedłużającej się zimy w Polsce, przełożono dwie pierwsze kolejki Enea Ekstraligi i inauguracja sezonu nastąpiła dopiero 14 kwietnia 2013 roku.

## Drużyny
W rozgrywkach wzięło udział dziesięć zespołów, w tym 9 występujących w poprzednim sezonie oraz 1, który awansował z I Ligi.

### Zespoły i stadiony
Kluby Speedway Ekstraligi 2013
| Klub                             | Poprzedni sezon | Stadion                      | Pojemność |
| -------------------------------- | --------------- | ---------------------------- | --------- |
| Unia Tarnów                      | 1. miejsce      | Stadion Miejski              | 15 000    |
| Stal Gorzów Wlkp.                | 2. miejsce      | Stadion im. Edwarda Jancarza | 15 024    |
| Unibax Toruń                     | 3. miejsce      | Motoarena Toruń              | 15 500    |
| Stelmet Falubaz Zielona Góra     | 4. miejsce      | Stadion Miejski              | 14 000    |
| FOGO Unia Leszno                 | 5. miejsce      | Stadion im. Alfreda Smoczyka | 25 000    |
| Polonia Bydgoszcz                | 6. miejsce      | Stadion Polonii              | 20 000    |
| PGE Marma Rzeszów                | 7. miejsce      | Stadion Miejski              | 12 700    |
| Dospel CKM Włókniarz Częstochowa | 8. miejsce      | Arena Częstochowa            | 16 850    |
| Betard Sparta Wrocław            | 9. miejsce      | Stadion Olimpijski           | 35 000    |
| Start Gniezno                    | Beniaminek      | Stadion Startu               | 10 000    |

### Składy
| zawodnik Grand Prix IMŚ na Żużlu 2013 |

| Zawodnik              | KSM  |
| --------------------- | ---- |
| Janusz Kołodziej      | 8,98 |
| Martin Vaculik        | 8,56 |
| Maciej Janowski       | 7,60 |
| Leon Madsen           | 7,45 |
| Artiom Łaguta         | 4,34 |
| Kacper Gomólski       | 2,80 |
| Mateusz Borowicz      | 2,50 |
| Ernest Koza           | 2,50 |
| Łukasz Lesiak         | 2,50 |
| Arkadiusz Madej       | 2,50 |
| Dawid Matura          | 2,50 |
| Edward Mazur          | 2,50 |
| Trener: Marek Cieślak |      |

| Zawodnik               | KSM  |
| ---------------------- | ---- |
| Niels Kristian Iversen | 9,58 |
| Daniel Nermark         | 8,00 |
| Krzysztof Kasprzak     | 7,14 |
| Bartosz Zmarzlik       | 6,57 |
| Tomasz Gapiński        | 6,06 |
| Linus Sundström        | 5,66 |
| Paweł Hlib             | 2,50 |
| Łukasz Jankowski       | 2,50 |
| Adrian Cyfer           | 2,50 |
| Łukasz Cyran           | 2,50 |
| Łukasz Kaczmarek       | 2,50 |
| Tomasz Walasek         | 2,50 |
| Trener: Piotr Paluch   |      |

| Zawodnik                 | KSM  |
| ------------------------ | ---- |
| Chris Holder             | 9,28 |
| Darcy Ward               | 8,41 |
| Adrian Miedziński        | 7,49 |
| Tomasz Gollob            | 7,46 |
| Emil Pulczyński          | 3,83 |
| Kamil Pulczyński         | 3,70 |
| Kamil Brzozowski         | 2,50 |
| Oskar Ajtner-Gollob      | 2,50 |
| Mateusz Kwiatkowski      | 2,50 |
| Mateusz Piernikowski     | 2,50 |
| Bartosz Pietrykowski     | 2,50 |
| Łukasz Przedpełski       | 2,50 |
| Paweł Przedpełski        | 2,50 |
| Patryk Rumiński          | 2,50 |
| Manager: Sławomir Kryjom |      |

| Zawodnik               | KSM  |
| ---------------------- | ---- |
| Andreas Jonsson        | 9,11 |
| Jarosław Hampel        | 8,75 |
| Piotr Protasiewicz     | 8,18 |
| Patryk Dudek           | 7,47 |
| Mikkel B. Jensen       | 6,50 |
| Jonas Davidsson        | 2,95 |
| Kamil Adamczewski      | 2,91 |
| Adrian Gomólski        | 2,50 |
| Krzysztof Jabłoński    | 2,50 |
| Maksymilian Ristok     | 2,50 |
| Remigiusz Perzyński    | 2,50 |
| Oskar Lis              | 2,50 |
| Alex Zgardziński       | 2,50 |
|                        |      |
| Trener: Rafał Dobrucki |      |

| Zawodnik                | KSM  |
| ----------------------- | ---- |
| Kenneth Bjerre          | 7,20 |
| Fredrik Lindgren        | 6,95 |
| Przemysław Pawlicki     | 6,91 |
| Damian Baliński         | 6,89 |
| Grzegorz Zengota        | 5,93 |
| Piotr Pawlicki          | 5,92 |
| Tobiasz Musielak        | 4,73 |
| Filip Marach            | 2,50 |
| Michał Piosicki         | 2,50 |
| Daniel Kaczmarek        | 2,50 |
| Damian Michalski        | 2,50 |
| Paweł Urbański          | 2,50 |
| Marcin Nowak            | 2,50 |
| Trener: Roman Jankowski |      |

| Zawodnik               | KSM  |
| ---------------------- | ---- |
| Greg Hancock           | 9,27 |
| Krzysztof Buczkowski   | 7,57 |
| Aleksandr Łoktajew     | 6,28 |
| Robert Kościecha       | 6,18 |
| Hans Andersen          | 5,63 |
| Mateusz Szczepaniak    | 4,92 |
| Szymon Woźniak         | 4,67 |
| Mikołaj Curyło         | 4,42 |
| Karol Jóźwik           | 2,91 |
| Bartosz Bietracki      | 2,50 |
| Trener: Jerzy Kanclerz |      |

| Zawodnik              | KSM   |
| --------------------- | ----- |
| Nicki Pedersen        | 10,40 |
| Grzegorz Walasek      | 8,71  |
| Rafał Okoniewski      | 7,51  |
| Jurica Pavlic         | 6,73  |
| Dennis Andersson      | 4,54  |
| Łukasz Sówka          | 4,00  |
| Dawid Lampart         | 2,50  |
| Grzegorz Bassara      | 2,50  |
| Marco Gaschka         | 2,50  |
| Łukasz Kret           | 2,50  |
| Kamil Prokop          | 2,50  |
| Trener: Dariusz Śledź |       |

| Zawodnik                                | KSM  |
| --------------------------------------- | ---- |
| Emil Sajfutdinow                        | 9,20 |
| Grigorij Łaguta                         | 8,78 |
| Michael Jepsen Jensen                   | 7,70 |
| Rune Holta                              | 6,72 |
| Mirosław Jabłoński                      | 5,04 |
| Adam Strzelec                           | 4,26 |
| Artur Czaja                             | 3,18 |
| Borys Miturski                          | 2,50 |
| Rafał Szombierski                       | 2,50 |
| Rafał Malczewski                        | 2,50 |
| Hubert Łęgowik                          | 2,50 |
| Trener: Sławomir Drabik/ Jarosław Dymek |      |

| Zawodnik            | KSM  |
| ------------------- | ---- |
| Tomasz Jędrzejak    | 8,31 |
| Tai Woffinden       | 6,93 |
| Peter Ljung         | 6,62 |
| Troy Batchelor      | 6,58 |
| Nicolai Klindt      | 6,50 |
| Zbigniew Suchecki   | 4,53 |
| Łukasz Bojarski     | 3,13 |
| Patryk Malitowski   | 2,53 |
| Patryk Dolny        | 2,50 |
| Mike Trzensiok      | 2,50 |
| Trener: Piotr Baron |      |

| Zawodnik              | KSM  |
| --------------------- | ---- |
| Matej Zagar           | 8,20 |
| Sebastian Ułamek      | 6,77 |
| Antonio Lindbaeck     | 6,72 |
| Adam Shields          | 6,50 |
| Bjarne Pedersen       | 6,49 |
| Davey Watt            | 6,38 |
| Damian Adamczak       | 4,62 |
| Piotr Świderski       | 4,27 |
| Oskar Fajfer          | 3,08 |
| Maciej Fajfer         | 2,50 |
| Wojciech Lisiecki     | 2,50 |
| Adrian Gała           | 2,50 |
|                       |      |
| Trener: Lech Kędziora |      |

## Rozgrywki

### Zmiany regulaminowe
Po zakończeniu sezonu 2012 przedstawiciele klubów ekstraligi przystąpili do negocjacji mających na celu ustalenie i uporządkowanie regulaminu rozgrywek na kolejne lata. Rozbieżność zdań, spowodowana różnicą interesów poszczególnych klubów, zmusiła je do przekazania uprawnień do opracowania regulaminu Polskiemu Związkowi Motorowemu.
16 listopada 2012 r. Rada Nadzorcza Speedway Ekstraligi, złożona z ekspertów powołanych przez PZM, opracowała regulamin obowiązujący w najwyższej klasie rozgrywkowej.
Wprowadzono następujące zmiany:
KSM
Górny limit KSM drużyny wynosi 40 pkt, natomiast dolny 33. W przypadku niespełnienia dolnego limitu KSM drużyna zostanie ukarana odjęciem jednego punktu meczowego oraz karą pieniężną w wysokości 50 tysięcy złotych.
Liczebność drużyn
W sezonie 2013 w Ekstralidze występować będzie 10 drużyn. Po zakończeniu sezonu do I Ligi spadną 3 ostatnie zespoły. Awans do Ekstraligi żużlowej w 2014 roku uzyska najlepszy zespół I Ligi.
System rozgrywek
Sezon składa się z 18 kolejek rundy zasadniczej (każdy z każdym, mecz i rewanż). Po rundzie zasadniczej rozegrane będą dwa półfinały, mecz finałowy oraz mecz o brązowy medal. W sezonie 2013 nie będzie rozgrywany mecz barażowy.
Próba toru
W obecnym sezonie przywrócono próbę toru. Będzie mogło uczestniczyć w niej po dwóch zawodników z każdej drużyny.
Krajowi zawodnicy w zespole
W składzie meczowym danej drużyny musi znajdować się czterech zawodników z polskim obywatelstwem (2 na pozycji seniora oraz 2 juniorów).
Zawodnicy zastępowani
Zastępstwo zawodnika może być stosowane jedynie za dwóch najlepszych zawodników w drużynie. Kolejność obliczana będzie po 9 i 18 rundzie.
Tabela biegowa
W sezonie 2013 będzie obowiązywała dotychczasowa tabela biegowa. Przesunięciu ulegnie jedynie bieg juniorski – teraz jako drugi (dotychczas 1.)
Żółte i czerwone kartki
Wprowadzono kary za przewinienia na torze. Zawodnik może zostać ukarany przez sędziego żółtą kartką za stworzenie niebezpiecznych sytuacji na torze, a także za próbę kradzieży startu. Dwie żółte kartki oznaczają kartkę czerwoną i wykluczenie zawodnika z biegu, w którym otrzymał drugą kartkę.

### Tabela ligowa
| Poz. | Drużyna                          | M  | Z  | R | P  | B | Pkt | +/-  | Kwalifikacja lub spadek |
| ---- | -------------------------------- | -- | -- | - | -- | - | --- | ---- | ----------------------- |
| 1    | Stelmet Falubaz Zielona Góra     | 18 | 13 | 2 | 3  | 6 | 34  | +133 | Awans do Play off       |
| 2    | Dospel Włókniarz Częstochowa     | 18 | 12 | 0 | 6  | 6 | 30  | +75  | Awans do Play off       |
| 3    | Unibax Toruń                     | 18 | 10 | 1 | 7  | 8 | 29  | +103 | Awans do Play off       |
| 4    | Unia Tarnów                      | 18 | 10 | 0 | 8  | 5 | 25  | +42  | Awans do Play off       |
| 5    | Stal Gorzów Wielkopolski         | 18 | 9  | 2 | 7  | 4 | 24  | +61  |                         |
| 6    | Fogo Unia Leszno                 | 18 | 8  | 2 | 8  | 4 | 22  | +68  |                         |
| 7    | Betard Sparta Wrocław            | 18 | 7  | 1 | 10 | 4 | 19  | −30  |                         |
| 8    | PGE Marma Rzeszów                | 18 | 7  | 1 | 10 | 3 | 18  | −104 | Spadek do I. Ligi       |
| 9    | składywęgla.pl Polonia Bydgoszcz | 18 | 6  | 0 | 12 | 1 | 13  | −131 | Spadek do I. Ligi       |
| 10   | Lechma Start Gniezno             | 18 | 3  | 1 | 14 | 1 | 8   | −217 | Spadek do I. Ligi       |

### Terminarz i wyniki
| → GOŚCIE → ↓ GOSPODARZE ↓    | Tarnów | Gorzów Wlkp. | Toruń | Zielona Góra | Leszno | Bydgoszcz | Rzeszów | Częstochowa | Wrocław | Gniezno |
| Unia Tarnów                  | ×      | 42:47        | 50:40 | 58:32        | 53:37  | 54:36     | 53:37   | 54:36       | 57:33   | 49:41   |
| Stal Gorzów Wlkp.            | 55:35  | x            | 53:37 | 50:40        | 43:47  | 52:38     | 42:48   | 43:47       | 61:29   | 48:42   |
| Unibax Toruń                 | 57:33  | 54:36        | x     | 44:46        | 51:39  | 57:33     | 54:36   | 50:40       | 50:40   | 62:28   |
| Stelmet Falubaz Zielona Góra | 54:36  | 50:40        | 43:46 | x            | 58:32  | 48:42     | 46:44   | 41:37       | 49:41   | 66:24   |
| FOGO Unia Leszno             | 44:46  | 43:47        | 45:45 | 45:45        | x      | 60:30     | 75:0    | 39:51       | 43:47   | 49:41   |
| Polonia Bydgoszcz            | 49:41  | 47:43        | 37:53 | 38:52        | 38:52  | x         | 46:44   | 41:49       | 54:36   | 50:40   |
| PGE Marma Rzeszów            | 41:49  | 45:45        | 50:40 | 43:47        | 51:39  | 48:42     | x       | 42:48       | 48:42   | 53:37   |
| Włókniarz Częstochowa        | 54:36  | 48:42        | 54:36 | 42:48        | 40:50  | 47:42     | 57:33   | x           | 54:36   | 50:40   |
| Betard Sparta Wrocław        | 45:44  | 42:48        | 49:41 | 45:45        | 38:51  | 58:32     | 48:41   | 58:32       | x       | 65:24   |
| Lechma Start Gniezno         | 50:40  | 45:45        | 46:44 | 30:60        | 44:46  | 41:49     | 44:46   | 35:55       | 49:41   | x       |

Faza play-off:
PÓŁFINAŁY:
19. runda - 31 sierpnia (sobota) i 1 września (niedziela)

Unibax Toruń - Dospel Włókniarz Częstochowa 49:41

Unia Tarnów - Stelmet Falubaz Zielona Góra 47:43
20. runda - 8 września (niedziela)

Stelmet Falubaz Zielona Góra - Unia Tarnów 53:37

Dospel Włókniarz Częstochowa - Unibax Toruń 47:42
FINAŁY:
21. runda - 15 września (niedziela)

Unibax Toruń - Stelmet Falubaz 46:43

Unia Tarnów - Dospel Włókniarz 49:41
22. runda - 22 września (niedziela)

Stelmet Falubaz - Unibax Toruń 40:0 (wo)

Dospel Włókniarz - Unia Tarnów 48:42